# مورتون (واشینگتن)
مورتون (به انگلیسی: Morton) شهری در شهرستان لوئیس ایالت واشنگتن است که در سرشماری سال ۲۰۱۰ میلادی، ۱۱۲۶ نفر جمعیت داشته است.